# シネムーリアン
| 累代        | 代     | 紀       | 世           | 期                     | 基底年代 Mya |
| ----------- | ------ | -------- | ------------ | ---------------------- | ------------ |
| 顕生代      | 新生代 | 新生代   | 新生代       |                        | 66           |
| 顕生代      | 中生代 | 白亜紀   | 後期白亜紀   | マーストリヒチアン     | 72.1         |
| 顕生代      | 中生代 | 白亜紀   | 後期白亜紀   | カンパニアン           | 83.6         |
| 顕生代      | 中生代 | 白亜紀   | 後期白亜紀   | サントニアン           | 86.3         |
| 顕生代      | 中生代 | 白亜紀   | 後期白亜紀   | コニアシアン           | 89.8         |
| 顕生代      | 中生代 | 白亜紀   | 後期白亜紀   | チューロニアン         | 93.9         |
| 顕生代      | 中生代 | 白亜紀   | 後期白亜紀   | セノマニアン           | 100.5        |
| 顕生代      | 中生代 | 白亜紀   | 前期白亜紀   | アルビアン             | 113          |
| 顕生代      | 中生代 | 白亜紀   | 前期白亜紀   | アプチアン             | 125          |
| 顕生代      | 中生代 | 白亜紀   | 前期白亜紀   | バレミアン             | 129.4        |
| 顕生代      | 中生代 | 白亜紀   | 前期白亜紀   | オーテリビアン         | 132.9        |
| 顕生代      | 中生代 | 白亜紀   | 前期白亜紀   | バランギニアン         | 139.8        |
| 顕生代      | 中生代 | 白亜紀   | 前期白亜紀   | ベリアシアン           | 145          |
| 顕生代      | 中生代 | ジュラ紀 | 後期ジュラ紀 | チトニアン             | 152.1        |
| 顕生代      | 中生代 | ジュラ紀 | 後期ジュラ紀 | キンメリッジアン       | 157.3        |
| 顕生代      | 中生代 | ジュラ紀 | 後期ジュラ紀 | オックスフォーディアン | 163.5        |
| 顕生代      | 中生代 | ジュラ紀 | 中期ジュラ紀 | カロビアン             | 166.1        |
| 顕生代      | 中生代 | ジュラ紀 | 中期ジュラ紀 | バトニアン             | 168.3        |
| 顕生代      | 中生代 | ジュラ紀 | 中期ジュラ紀 | バッジョシアン         | 170.3        |
| 顕生代      | 中生代 | ジュラ紀 | 中期ジュラ紀 | アーレニアン           | 174.1        |
| 顕生代      | 中生代 | ジュラ紀 | 前期ジュラ紀 | トアルシアン           | 182.7        |
| 顕生代      | 中生代 | ジュラ紀 | 前期ジュラ紀 | プリンスバッキアン     | 190.8        |
| 顕生代      | 中生代 | ジュラ紀 | 前期ジュラ紀 | シネムーリアン         | 199.3        |
| 顕生代      | 中生代 | ジュラ紀 | 前期ジュラ紀 | ヘッタンギアン         | 201.3        |
| 顕生代      | 中生代 | 三畳紀   | 後期三畳紀   | レーティアン           | 208.5        |
| 顕生代      | 中生代 | 三畳紀   | 後期三畳紀   | ノーリアン             | 227          |
| 顕生代      | 中生代 | 三畳紀   | 後期三畳紀   | カーニアン             | 237          |
| 顕生代      | 中生代 | 三畳紀   | 中期三畳紀   | ラディニアン           | 242          |
| 顕生代      | 中生代 | 三畳紀   | 中期三畳紀   | アニシアン             | 247.2        |
| 顕生代      | 中生代 | 三畳紀   | 前期三畳紀   | オレネキアン           | 251.2        |
| 顕生代      | 中生代 | 三畳紀   | 前期三畳紀   | インドゥアン           | 251.902      |
| 顕生代      | 古生代 | 古生代   | 古生代       |                        | 541          |
| 原生代      | 原生代 | 原生代   | 原生代       |                        | 2500         |
| 太古代      | 太古代 | 太古代   | 太古代       |                        | 4000         |
| 冥王代      | 冥王代 | 冥王代   | 冥王代       |                        | 4600         |
| 1. 2. 3. 4. |        |          |              |                        |              |

シネムーリアン（英語: Sinemurian）は、1億9930万年前（誤差30万年）から1億9080万年前（誤差100万年）にあたる前期ジュラ紀の地質時代の一つ。
模式地はフランスのブルゴーニュ地域圏のスミュール＝アン＝ノーソワである。
なお、「シネムール階」「シネムーリアン階」という名称があるが、これらは時代を示すものではない。「階」は地層に対して当てられる単位（層序名）であり、層序名「シネムール階」「シネムーリアン階」と時代名「シネムール期」「シネムーリアン期」は対を成す関係である。詳しくは「累代」を参照のこと。

## 地質学的定義
アンモナイトの属ヴェルミセラスとメトフィオセラスの層序記録上の初めての出現がシネムーリアン階の基底である。シネムーリアン階の国際標準模式層断面及び地点 (GSSP) はイングランドサマセットウォチェットの東6キロメートルに所在するイースト・クォントクスヘッドの村落の北側の崖に位置する。

## 生物
後期シネムーリアンから前期プリンスバッキアンにかけて生息した "Bagotum erracticum" という放散虫の種がカナダのハイダ・グワイ島で報告されており、類似する種との形態を観察することで日本の関東山地秩父北帯の地質時代の特定に役立った。また同島とアメリカ合衆国カリフォルニア州やトルコで産出した Conoptum rugosum も後期シネムーリアンまたはプリンスバッキアン階のものとされ、トルコのおそらく後期シネムーリアン階 - 後期プリンスバッキアン階からも Katroma triangularis に類似する種が報告され、上記の地質時代の推定に用いられた。

## 日本において
宮城県本吉郡歌津町と志津川町には下部ジュラ系の志津川層群が分布する。同層群の上部を占める主に砂質泥岩から構成される細浦層からは、ヘッタンギアンからアーレニアンにかけてのアンモナイトが産出する。
富山県来馬層群ヨシナ沢層がシネムーリアン階とされたほか、島根県南西部鹿足郡吉賀町に分布する樋口層群の下部層がヘッタンギアン - シネムーリアン階と判断された。来馬層群と樋口層群および山口県下関市に分布する豊浦層群は相当する時代が同一あるいは非常に近く、層序の比較が重要視されている。